# Okahandja (Schiff)
Die Okahandja war ein Schiff des Gouvernements von Deutsch-Südwestafrika. Es gehörte somit zur Flottille des Schutzgebietes.

## Geschichte
Die Okahandja wurde 1905 in Hamburg gebaut. Sie wurde nach der Ortschaft Okahandja in Deutsch-Südwestafrika benannt.
Zunächst gehörte das Schiff der Hamburger Woermann-Linie. 1906 kaufte das Kaiserliche Gouvernement von Deutsch-Südwestafrika das Schiff als Bereisungsboot des Gouvernements. Es war in Lüderitzbucht stationiert.
Über das weitere Schicksal der Okahandja ist nichts bekannt.